# 甲状腺素
甲状腺素（thyroxine）全名四碘甲腺原氨酸（tetraiodothyronine，T4），属于甲狀腺激素（thyroid hormones）的一种形式，是一种含碘的酪氨酸衍生物，由甲状腺滤泡上皮细胞合成。其功能主要是控制耗氧速率、调节基础代谢速率，以及调控儿童生长发育。垂体前叶的促甲状腺激素（TSH）能促进它的分泌。
甲状腺素是甲状腺分泌的最主要激素，日分泌量约占甲状腺激素全体的90%，结构为碘化氨基酸衍生物，是四个碘元素掺入到两分子酪氨酸残基上而形成的二苯醚结构。甲狀腺素借由影响线粒体及细胞膜的功能、促进DNA转录成RNA，而具促进细胞代谢、增加氧消耗、刺激组织生长、成熟和分化的功能，並且有助於腸道中葡萄糖的吸收。甲状腺素亦能提高组织对神经系统尤其是交感神经刺激的反应度。

酪氨酸键线式
甲状腺素键线式（由甲状腺球蛋白内的两个酪氨酸残基加上四个碘而合成）

## 甲状腺素的合成
- 聚碘：滤泡上皮细胞逆电-化学梯度摄取碘的过程称作碘捕获，由滤泡上皮细胞基底膜上的钠-碘同向转运体介导。甲状腺功能亢进时聚碘能力增强，反之降低。
- 活化：在过氧化氢存在下，碘离子被甲状腺过氧化物酶（TPO）活化为有机碘。TPO是甲状腺素合成的关键酶，可被抗甲状腺的硫脲类药物抑制。
- 碘化：酪氨酸中苯环上的氢在TPO催化下被活化的碘取代，生成一碘酪氨酸（MIT）或二碘酪氨酸(DIT)。
- 缩合：在TPO催化下，MIT和DIT缩合生成T3和极少量的rT3，两个DIT缩合生成T4。

## 甲状腺素的生理作用
- 促进生长发育

甲状腺素是机体生长发育必不可少的因素，促进神经元骨架的发育，促进长骨和牙齿生长。胚胎期/幼儿期若缺乏甲状腺素，则患呆小症。
- 调节新陈代谢

增加靶细胞线粒体的数量和体积，激活解偶联蛋白产热。具有升高血糖的作用。对脂肪的合成和分解均有调节，促分解作用更加明显。生理条件下促进蛋白质合成，甲亢时促进其分解。
- 甲状腺功能亢进时，基础代谢增加造成內分泌旺盛，會有以下生理特徵：頭痛、神經緊張、心跳及呼吸加速、體重減輕、食慾增進、失眠、手抖、多汗、怕熱、疲倦、凸眼、消化不良、腹瀉等問題，需要減少對甲狀腺素主要物質碘的攝取量。

- 甲状腺功能低下時，會有以下生理特徵：體重上升、怕冷、疲倦、嗜睡、水腫、精神遲鈍等症狀。

- 食物中碘為主要成分，當缺乏時會造成甲状腺合成减少，引起甲状腺肿胀，俗称“大脖子病”。东周时，中国已经有了关于甲状腺病的记载（癭瘤）；在秦汉时期的《神农本草经》，已经记载了用海藻治疗此病[4][5]。

## T3和T4

三碘甲腺原氨酸T3
四碘甲腺原氨酸T4
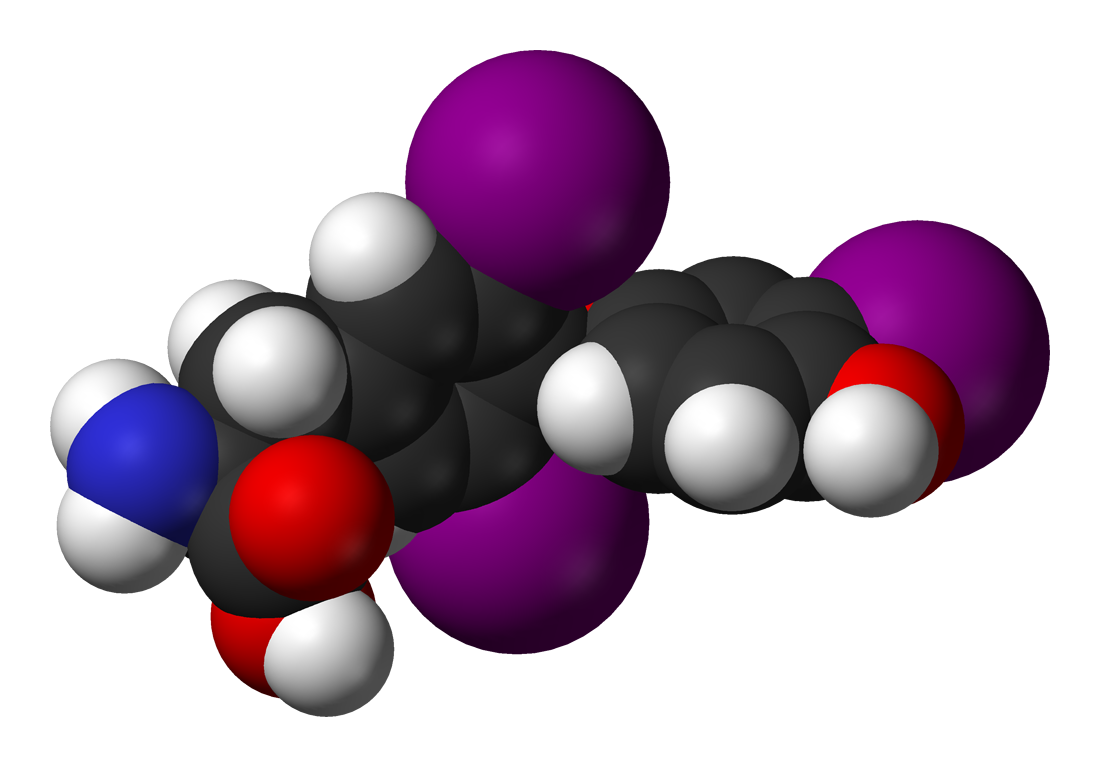
三碘甲腺原氨酸T3
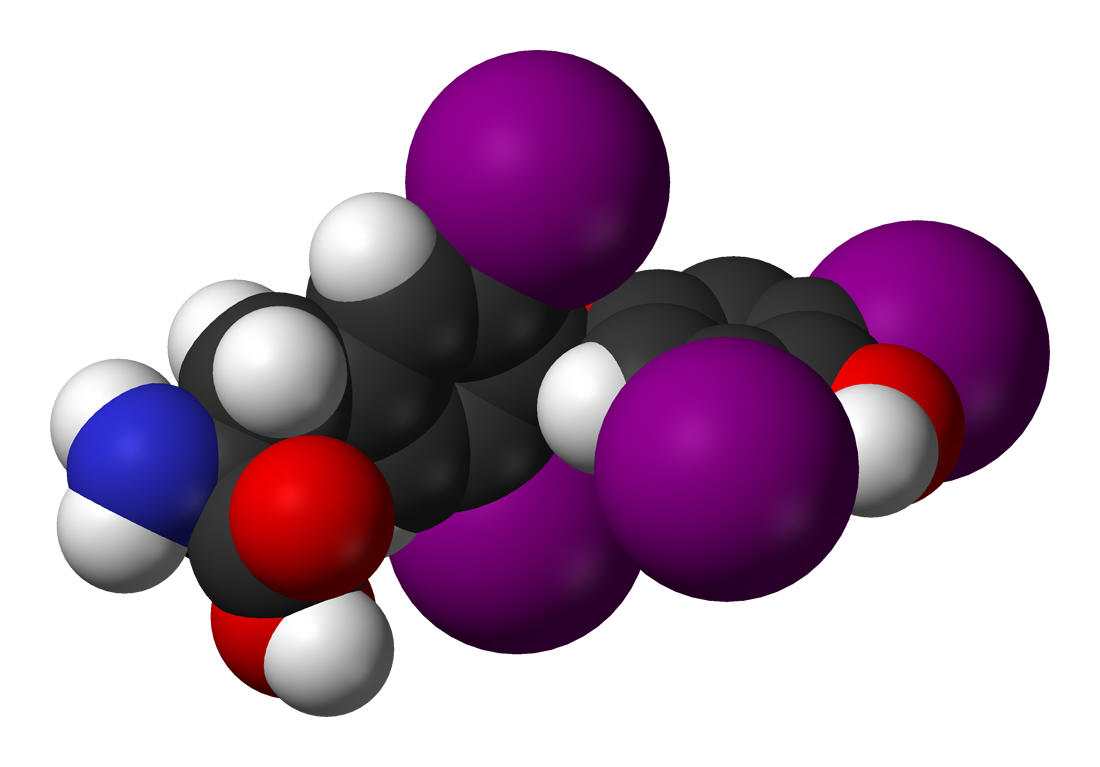
四碘甲腺原氨酸T4